# Leszek Kwiatkowski (producent)
Leszek Kwiatkowski (ur. 29 października 1950) – producent muzyczny i teatralny, reżyser estradowy, autor tekstów kabaretowych, właściciel Agencji Promocyjno-Koncertowej „Syndykat Artystyczny” w Krakowie. Od 40 lat w branży artystycznej.
W latach 1976–1984 promotor muzyki Młodej Generacji. Współtwórca i współproducent I Ogólnopolskiego Festiwalu Muzyki Młodej Generacji – Jarocin 80, autor, dyrektor artystyczny i reżyser koncertów Festiwalu „Rock nad Bałtykiem” w Kołobrzegu 1982-85 r., twórca i producent koncertów Festiwalu „Open Rock” w Krakowie, w latach 1982-83 (SCK Rotunda). 
W okresie od 1984-1994 r. reżyser wielu widowisk estradowych i kabaretowych. Dyrektor artystyczny Festiwalu Piosenki Czeskiej i Słowackiej w Ustroniu 1988-1989. Współproducent 11 edycji Festiwalu Młodych Talentów - Stargard Szczeciński 2000 - 2010 r. 
Producent kreatywny zespołów muzycznych i spektakli teatralnych m.in.
- Nana – girlsband 2002 r. (laureatki festiwalu w Opolu - 2005 r.)
- Chris Peter Band - wyk. Krzysztof Kwiatkowski – aktor, piosenkarz – 2006 r.
- Niekiepski Kabaret – ds. Dariusz Gnatowski, Ryszard Kotys, Marzena Sztuka, J. J. Należyty – 2007 r.
- Kabaret Pod Sufitem – obsada M. Siudym, M. Damięcki, J. J. Należyty, A. Kwiatkowska, E. Lorska -2008 r.
- Akademia Pana Kleksa – minimusical dla dzieci – 2009 r.
- Piosenki Marleny Dietrich – wyk. Ewa Lorska, Jarosław Witaszczyk- 2009 r.
- Pinokio – bajka muzyczna – 2010 r.
- Kaczki- Dziwaczki – program dla dzieci – 2010 r.
- A to ci biesiada – wyk. Grupa Nana – 2010 r.
- Biesiada „Podróż z przebojami” – wykonanie grupa Yagooar – 2010 r.
- Abba MyMusic – cover Abby – 2010 r.
- Andropauza – Męska Rzecz – komedia J. J. Należytego (obsada: M. Siudym, M. Damięcki, D. Gnatowski, J. Kawalec, R. Kotys) – 2010 r.
- Dieta Cud – Komedia Odchudzająca – autor J. J. Należyty (obsada G. Barszczewska, A. Biedrzyńska, E. Dałkowska, E. Kuklińska, E. Ziętek, A. Kwiatkowska, A. Dąbrowska, K. Summler-Kotys) – 2011 r.
- Blondynki wolą mężczyzn – rewia kabaretowa (obsada: K. Ibisz, M. Milowicz, T. Stockinger, J. Kawalec, E. Lorska, J. Kożuszek, A. Dąbrowska) – 2011 r.
- Andropauza 2 – Męska Rzecz Być z Kobietą - komedia J. J. Należytego (obsada: M. Siudym, M. Damięcki, D. Gnatowski, J. Kawalec, R. Kotys) – 2012 r.
- Zwariowany Komisariat – komedia policyjna. Autor – Leszek Kwiatkowski. Obsada: Jacek Fedorowicz, Tadeusz Ross, Piotr Pręgowski, Sylwester Maciejewski, Andrzej Zaborski, Zbigniew Lesień, Michał Milowicz, Jacek Kawalec, Maciej Luśnia, Piotr Zelt. Mariusz Czajka, Waldemar Ochnia, Ewa Kuklińska, Viola Arlak, Julita Kożuszek – 2013 r.
- Randka w ciemno – na dwie pary. Autor: Norm Foster. Obsada: Krzysztof Ibisz, Tomasz Stockinger, Jacek Kawalec, Michał Milowicz, Piotr Szwedes, Dariusz  Kordek, Olga Borys, Małgorzata Potocka, Ewa Kuklińska, Alicja Kwiatkowska – 2014 r.
- Czy jest na Sali lekarz?” – komedia szpitalna. Autor: Tomasz Jemioła. Obsada: Dariusz Gnatowski, Andrzej Zaborski, Jacek Fedorowicz, Zbigniew Lesień, Michał Lesień, Tomasz Stockinger, Sylwester Maciejewski, Piotr Pręgowski, Arkadiusz Janiczak, Artur Dziurman, Marek Litewka, Bartosz Żukowski, Viola Arlak, Alicja Kwiatkowska – 2014 r.
- Wszystko przez judasza - komedia kryminalna, wartka intryga z zaskakującym epilogiem. Obsada(21.11.2015, Berlin): Katarzyna Jamróz, Alicja Kwiatkowska, Maciej Damięcki, Artur Dziurman. Reżyseria: Stefan Friedmann i Piotr Szwedes - 2015 r.

Od 2000 r. wydawca i redaktor „Katalogu Koncertowego Muzyka i Estrada" (17 edycji). 
Członek Związku Autorów i Kompozytorów Rozrywkowych, Konfederacji Polskich Producentów Artystycznych, Związku Zawodowych Twórców Kultury.

## Programy artystyczne - linki zewnętrzne
- Nana. grupa-nana.pl. [zarchiwizowane z tego adresu (2009-02-10)].
- Programy dla dzieci. programydladzieci.info. [zarchiwizowane z tego adresu (2013-06-17)].
- Być jak Marlene. syndykatartystyczny.pl. [zarchiwizowane z tego adresu (2011-04-18)].
- A to ci biesiada
- Abba My Music
- Andropauza
- Blondynki wolą mężczyzn. blondynki.info. [zarchiwizowane z tego adresu (2019-08-08)].
- Dieta Cud. dieta-cud.info. [zarchiwizowane z tego adresu (2018-12-26)].
- Zwariowany Komisariat. zwariowanykomisariat.info. [zarchiwizowane z tego adresu (2017-10-15)].
- Randka w ciemno. randkawciemno.info. [zarchiwizowane z tego adresu (2020-09-27)].
- Czy jest na sali lekarz?. komedia-szpitalna.info. [zarchiwizowane z tego adresu (2016-01-11)].